# Dirphia purpurascens
Dirphia purpurascens är en fjärilsart som beskrevs av Walker 1855. Dirphia purpurascens ingår i släktet Dirphia och familjen påfågelsspinnare. Inga underarter finns listade i Catalogue of Life.